# Иракли Тоидзе
Ираклий Мойсеевич Тоидзе (на грузински: ირაკლი მოსეს ძე თოიძე; 14 [27] март 1902 г., Тифлис – 1 април 1985 г., Москва) – грузински и съветски художник и график. Народен артист на Грузинската ССР (1980). Заслужил артист на РСФСР (1951). Лауреат на четири Сталински награди (1941, 1948, 1949, 1951).

## Биография
Учи при баща си, известния художник и архитект Моисей Тоидзе. През 1930 г. завършва Художествената академия в Тбилиси.
Ранните картини на Тоидзе („Крушката на Илич“, Музей на източното изкуство, Москва) изиграват значителна роля в установяването на съветската тема в грузинския битов жанр.
Неговите илюстрации към поемата на Шота Руставели „Витязът в тигрова кожа“ (мастило, четка, перо, 1937) се отличават с героичната и драматична сила на образите.
Плакатите, създадени от художника по време на Великата отечествена война, имат голяма емоционална и притегателна сила („Под знамето на Ленин – напред на запад!“ (1941), „За Родината!“ (1943), „Да освободим Европа от оковите на фашисткото робство!“ (1945). Плакатът му „Родината зове!“ (1941) придобива световна известност.
Работил е няколко пъти и като илюстратор на книги (илюстрации към книгите „История на Грузия“ (масло, хартия, 1950) и „Антология на грузинската поезия“ (1948)).
Умира на 1 април 1985 г. в Москва.

## Награди и декорации
- Сталинска награда втора степен (1941) – за илюстрации към книгата на Шота Руставели „Рицарят в кожата на пантера“ (1937);[2]
- Сталинска награда първа степен (1948) – за картината „Реч на И. В. Сталин на тържественото събрание, посветено на 24-тата годишнина от Великата октомврийска социалистическа революция“ и за портрета на Йосиф Сталин;
- Сталинска награда втора степен (1949) – за илюстрации към книгата „Антология на грузинската поезия“;[3]
- Сталинска награда от трета степен (1951) – за поредица от илюстрации към книгата „История на Грузия“ (1950);
- Заслужил артист на РСФСР (1951 г.);
- Орден на Червеното знаме на труда;
- Народен артист на Грузинската ССР (1980);
- Почетен гражданин на Тбилиси (1982).[4]